# Биненсток, Артур
Артур Биненсток (Arthur Bienenstock; род. 20 марта 1935, Нью-Йорк) — американский учёный, физик. Доктор (1962).
Эмерит-профессор Стэнфордского университета, иностранный член Шведской королевской академии инженерных наук.

## Биография
Получил степени бакалавра и магистра по физике в Бруклинском политехническом институте. В 1962 году получил докторскую степень по прикладной физике в Гарварде. Являлся постдоком в Англии и ассистент-профессором Гарварда, затем с 1967 года преподавал в Стэнфорде: первоначально ассоциированный профессор, с 1972 по 1977 год вице-провост по делам преподавателей, с 1978 года директор Stanford Synchrotron Radiation Lightsource и с момента включения SSRL в 1992 году в Stanford Linear Accelerator Center заместитель директора последнего, по 1997 год в обеих должностях. С 1997 по 2001 год старший научный советник президента Билла Клинтона и заместитель директора по науке Office of Science and Technology Policy Белого дома. С 2003 по 2006 год вице-провост и декан Стэнфорда (сменила его на этом посту Ann Arvin). С 2012 года член Национального научного совета. Являлся директором Geballe Laboratory for Advanced Materials, руководил Wallenberg Research Link (с 2008), ныне заместитель директора последнего и специальный помощник президента Стэнфорда. В 2008 году президент Американского физического общества. Фелло Американского физического общества, Института физики, Американской ассоциации содействия развитию науки, California Council on Science and Technology.
К 80-летию Артура Биненстока в 2015 году в его честь было учреждено Wallenberg-Bienenstock Professorship, на что Knut and Alice Wallenberg Foundation пожертвовал $4 млн.
Отмечен Pittsburgh Diffraction Society’s Sidhu Award, Ректорской медалью Хельсинкского университета, Distinguished Service Award от министерства энергетики, Cuthbertson Award Стэнфорда (2009), AAAS Philip Hauge Abelson Prize (2018).
Вместе со своей супругой проживает в кампусе Стэнфордского университета.